# تپلک باهیا
تپلک باهیا (نام علمی: Eleoscytalopus psychopompus) گونه‌ای پرنده از تیرهٔ تپلکان است. این گونه بومی جنگل‌های جلگه‌ای اقیانوس اطلس در باهیا، برزیل است.